# Chrysotus femoratus
Chrysotus femoratus är en tvåvingeart som beskrevs av Zetterstedt 1843. Chrysotus femoratus ingår i släktet Chrysotus och familjen styltflugor. Arten är reproducerande i Sverige. Inga underarter finns listade i Catalogue of Life.